# Forts de Fort Wayne
Pour les articles homonymes, voir Fort Wayne.

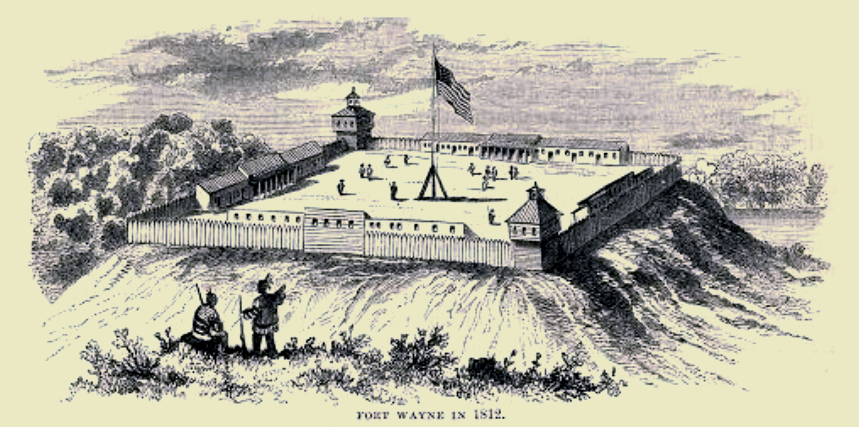
Fort Wayne en 1812.

Les forts de Fort Wayne sont une dénomination pour présenter plusieurs installations militaires établies au confluent des rivières Saint-Joseph et Sainte-Marie et la rivière Maumee. 
Ces forts furent régulièrement construits par les Français ou les Britanniques puis pris ou détruits par les uns ou les autres au cours du XVIIIe siècle, avant de devenir un fort des États-Unis. 
Le premier fort fut français et s'appela Fort Miamis.
Le second fort fut Américain et s'appela Fort Wayne.

## Fort Miamis

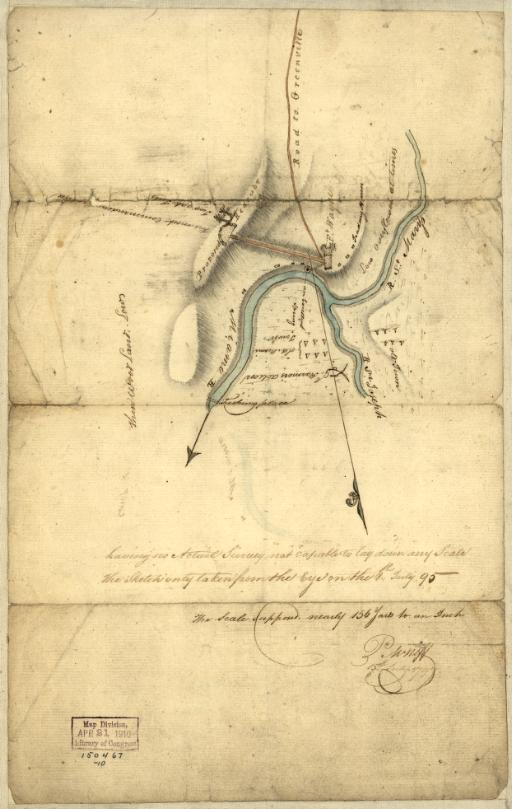
Fort Wayne en 1795.

Le premier fut établi, en 1702, à l'emplacement de l'actuelle ville de Fort Wayne dans l'Indiana, par les Français, commandés par Jean-Baptiste Bissot de Vincennes, sous le nom de Fort Saint-Philippe des Miamis ou Fort des Miamis ou encore Fort Miami . 
Fort Miami fut construit entre 1702 et 1715 à Kekionga, un grand village de la Nation des Amérindiens Miamis situé à la confluence des rivières Saint Joseph, Sainte-Marie et Maumee. Les Miamis refusèrent d'abandonner leur village et de se déplacer plus à l'ouest. Le gouverneur Philippe de Rigaud de Vaudreuil autorisa Jean Baptiste Bissot de construire un fort pour protéger les routes commerciales de la Nouvelle-France.

## Fort Wayne
Le dernier fut établi, en 1794, par le général Anthony Wayne.

## Sources
- Vincennes, Jean-Baptiste Bissot in Charles Dufresne, Dictionnaire de l'Amérique française : Francophonie nord-américaine hors Québec, Ottawa: Presses de l'Univ. d'Ottawa 1988.  (ISBN 9782760302167), p. 381.
- Vincennes, Jean-Baptiste Bissot in Scholastic Library Publishing, Encyclopedia Americana. Danbury Conn. : Scholastic Library Pub., 2005.  (ISBN 9780717201389), p. 129.